# Le Trésor du Capitaine Kidd

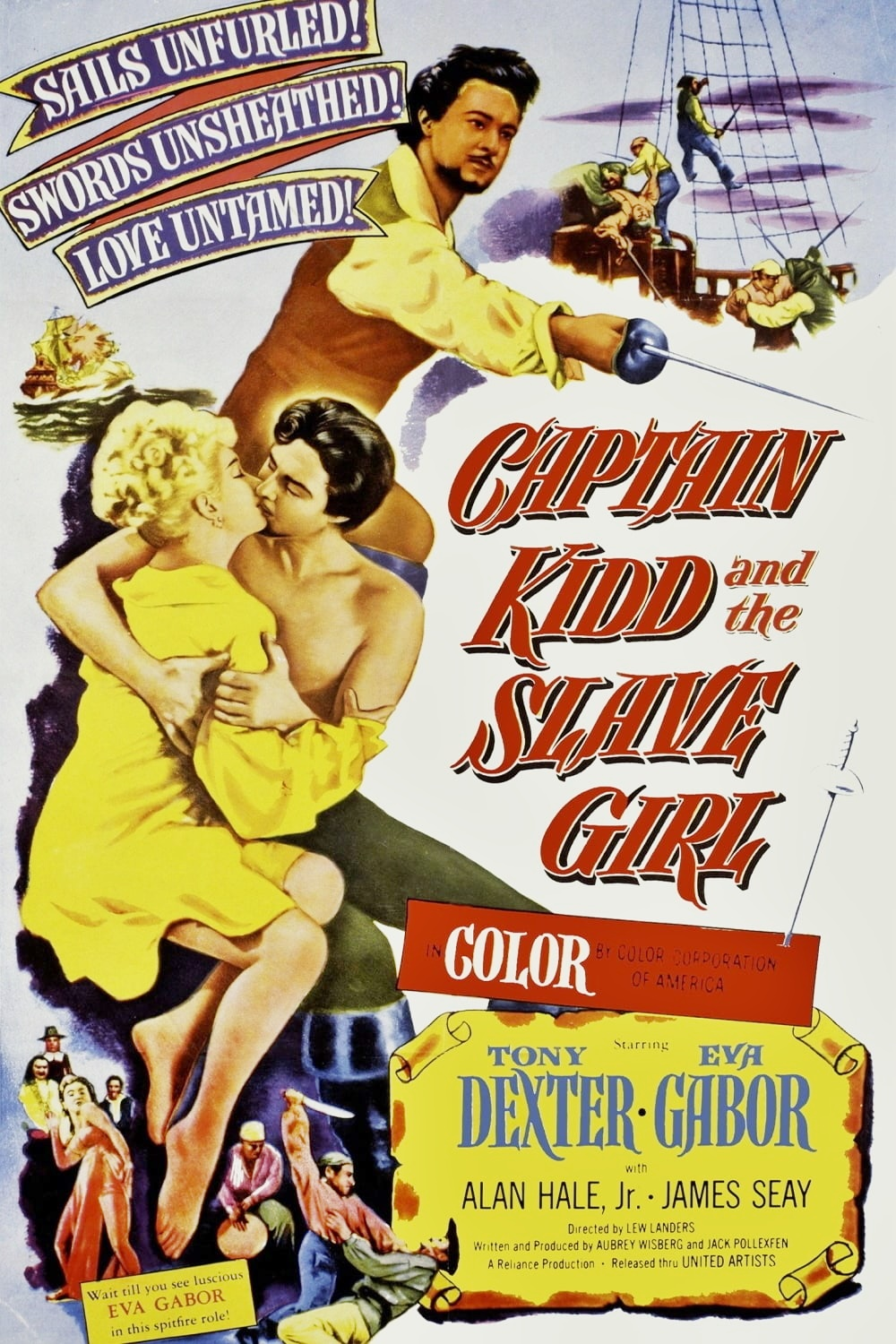
Affiche promotionnelle du film

Le Trésor du Capitaine Kidd (Captain Kidd and the Slave Girl) est un film américain réalisé par Lew Landers, sorti en 1954.

## Fiche technique
- Titre : Le Trésor du Capitaine Kidd
- Titre original : Captain Kidd and the Slave Girl
- Réalisation : Lew Landers
- Scénario : Aubrey Wisberg et Jack Pollexfen
- Production : Jack Pollexfen et Aubrey Wisberg
- Musique : Paul Sawtell
- Photographie : Charles Van Enger
- Pays d'origine : États-Unis
- Format : Couleurs - Mono
- Genre : Aventure, action
- Durée : 82 minutes
- Date de sortie : 1954

## Distribution
- Anthony Dexter : William Kidd
- Eva Gabor : Judith Duvall
- Alan Hale Jr. : Jay Simpson
- James Seay : The Earl of Bellomont
- Richard Karlan : Capt. Avery
- Noel Cravat : L'ollinaise
- Lyle Talbot : Capt. Pace
- Sonia Sorrell : Anne Bonney
- Michael Ross : Barbe Noire
- Jack Reitzen : Bartholomew
- Robert Long : Calico Jack
- William Cottrell : Roberts
- Bill Tannen : Steve Castle
- John Crawford : Bonnett